# 志賀高原スキー場
志賀高原スキー場(しがこうげんスキーじょう)は、日本国長野県下高井郡山ノ内町および群馬県吾妻郡中之条町一帯に存在する複数のスキー場群の総称である。

## 概要
本スキー場は、上信越高原国立公園の志賀高原地域をベースとする大小様々な規模のスキー場群の総称である。コース面積の合計は2016-2017シーズン時点で425ha、2020-2021シーズン時点で400ha、周辺の宿泊施設を含めた総敷地面積は、長野県域2547.5haに群馬県域約39.6haを加えた合計約2600haに及ぶ。日本のスキー場における最大級の規模と豊富な積雪で知られ、ウィンタースポーツのメッカの一つと言われる長野県下においても、最も有名かつ人気のあるスキー場の1つである。
例年11月後半より順次オープンし、12月に入るとすべてのスキー場がオープンする。本スキー場全体が標高1300m以上あることから営業期間が比較的長く、特に標高の高いコースは5月の大型連休まで営業しており、このうち横手山スキー場および渋峠スキー場の一部のコースでは6月初旬までオープンしているシーズンもある。
2022-2023シーズン現在、索道48基をもつ18のスキー場と索道をもたない1つのスキー場で構成され、全スキー場共通リフト券で全てのスキー場を滑走することができる。各スキー場は複数のエリアに分かれ、一部のエリアやスキー場を除き相互にスキー滑走にて移動が可能である。あわせて本スキー場全体をつなぐシャトルバスが各スキー場の移動を補完している。

周辺のスキー場とは、竜王スキーパークや万座温泉スキー場などへのツアースキー、白馬村に存在する各スキー場の玄関口八方インフォメーションセンターとを結ぶ冬季限定の路線バスの運行、あるいは野沢温泉スキー場との共通リフトシーズン券の発行などにより連携している。
本スキー場全体の標高差は最大975mであり、最高地点は標高2307mの横手山頂上付近の標高2,305m、最低地点は標高1330mの河原小屋(発哺ブナ平スキー場およびジャイアントスキー場の最下部)であるが、両地点はスキーでの往来ができない位置関係にあることからこの標高差を滑走することはできない。滑走が可能な最大標高差は寺小屋スキー場最上部の標高2060mから東館山スキー場、発哺ブナ平スキー場を経由して河原小屋(標高1330m)に至る標高差730mであり、スキー場単体としての最大標高差は横手山スキー場の横手山山頂付近(標高2305m)から硯川(標高1705m)に至る標高差600mである。

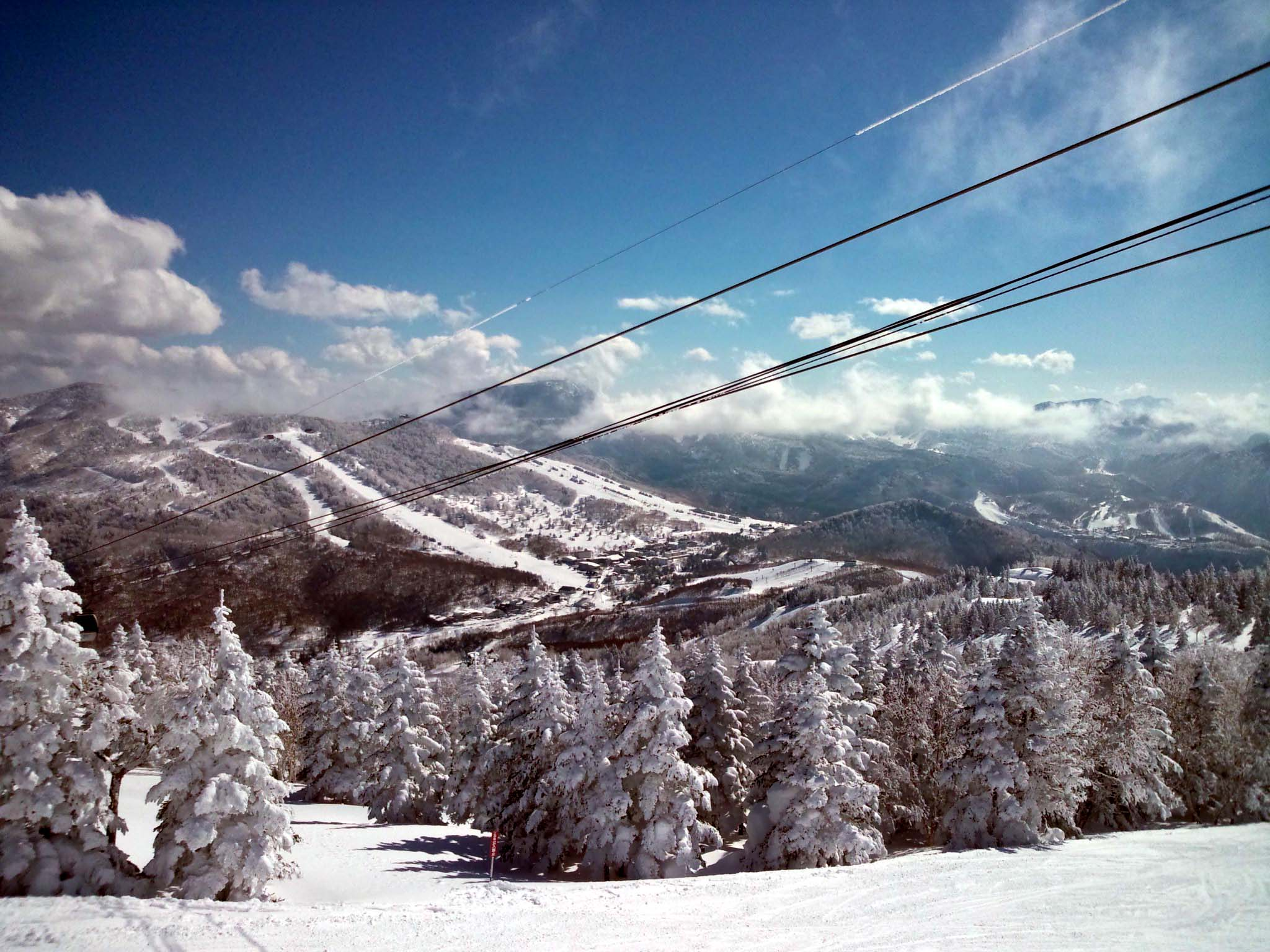
焼額山から見た一の瀬、高天ヶ原、タンネの森、寺小屋スキー場

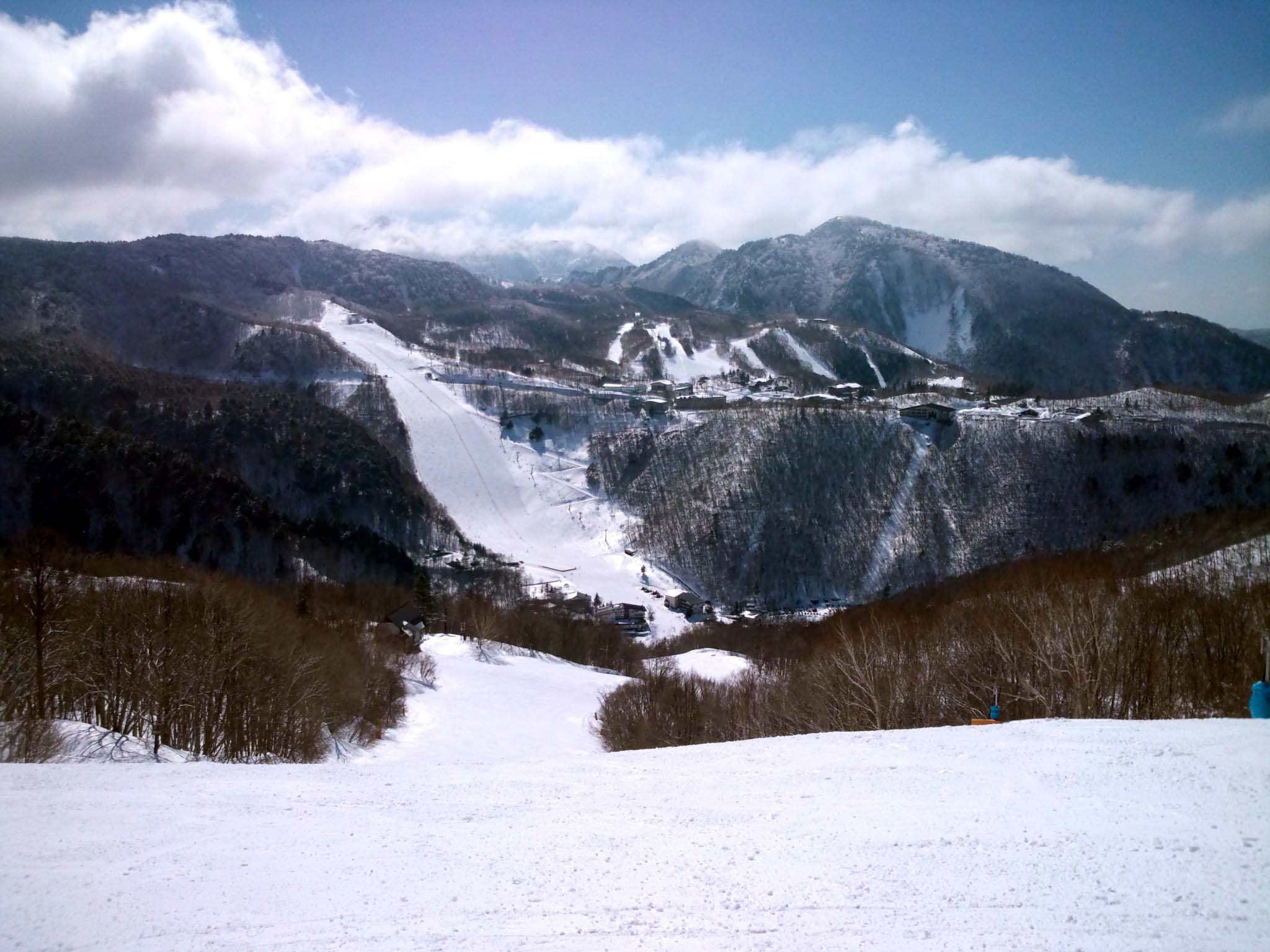
西館山から見た蓮池、丸池、ジャイアントスキー場

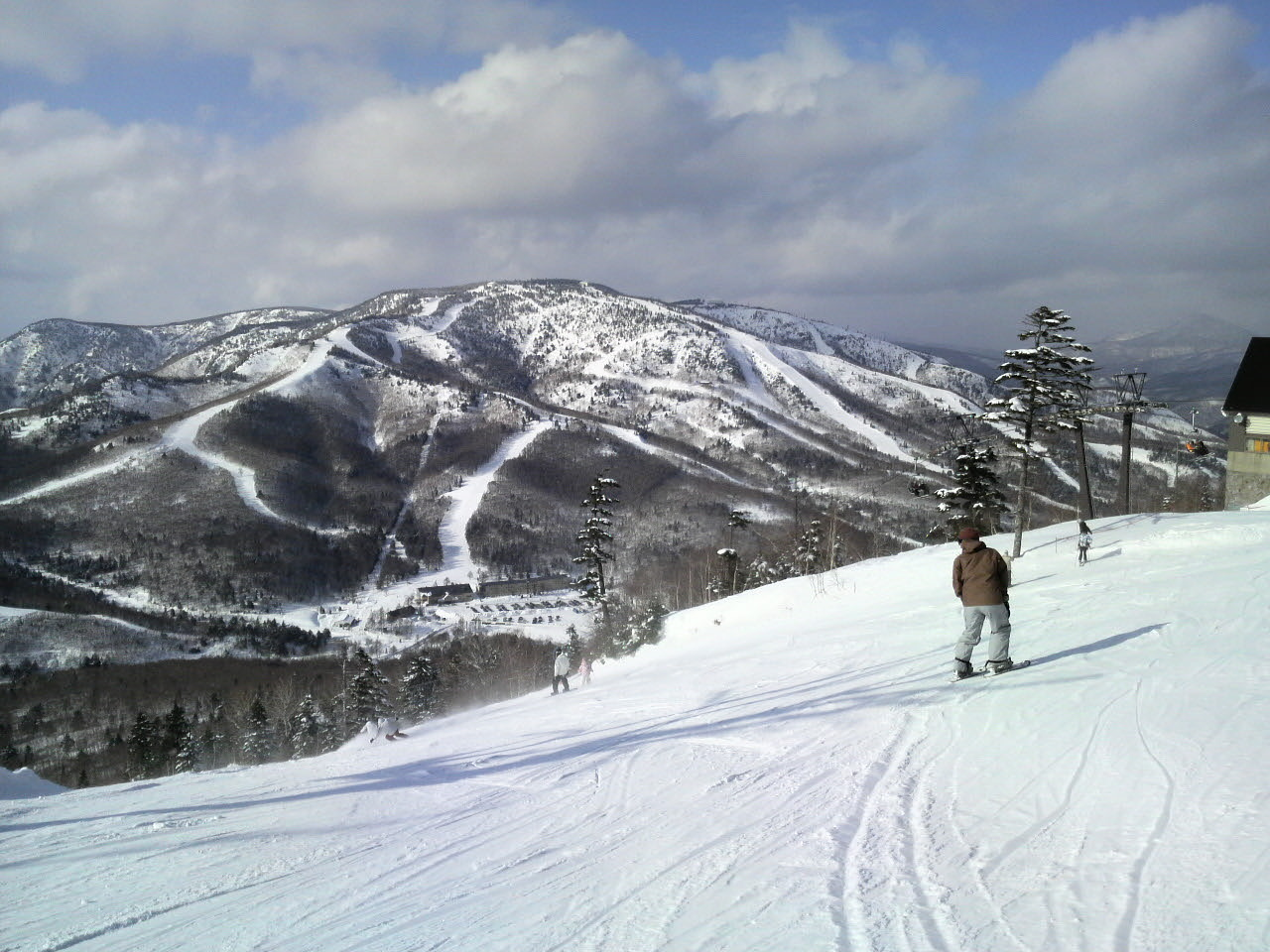
一之瀬エリアからみた焼額山スキー場

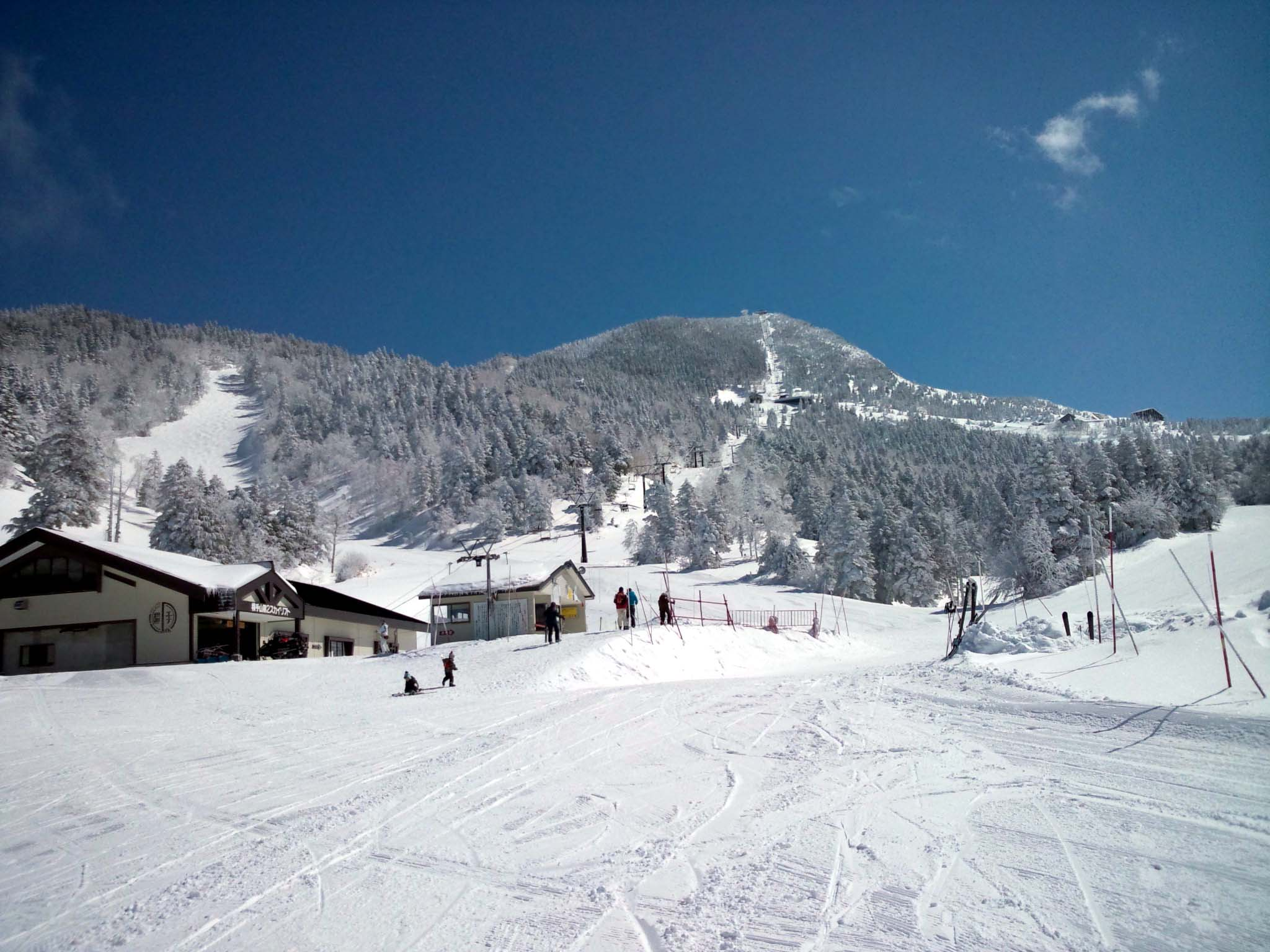
横手山スキー場

## スキー場
各スキー場は、スキー場同士の位置や往来の可否、コースの配置、索道運営会社、宿泊施設の配置などによって複数のエリアに区分されている。
志賀高原観光協会は、本スキー場を「中央」「奥志賀高原」「焼額山」「熊の湯」「横手山・渋峠」の5つのエリアに区分している。

志賀高原索道協会は、本スキー場を「ジャイアント・丸池・サンバレー」「一の瀬・高天ヶ原・東館山・西館山・発哺ブナ平・タンネの森・寺小屋」「奥志賀・焼額山」「熊の湯・横手山・渋峠」の4つのエリアに区分している。

志賀高原リゾート開発は、自社の運営索道(スキー場)を「中央」エリアと称している。
これらを総合して、本項目においては次の3つのエリアに区分する。
- 中央エリア 志賀高原観光協会および志賀高原リゾート開発が称する「中央」エリア、志賀高原索道協会が称する「ジャイアント・丸池・サンバレー」「一の瀬・高天ヶ原・東館山・西館山・発哺ブナ平・タンネの森・寺小屋」の2エリアで、索道のある13のスキー場で構成される。
- 奥志賀・焼額山エリア 志賀高原索道協会が称する「奥志賀・焼額山」エリア、志賀高原観光協会が称する「奥志賀高原」および「焼額山」の2エリアで、索道のある2つのスキー場で構成される。
- 熊の湯・横手山エリア 志賀高原索道協会が称する「熊の湯・横手山・渋峠」エリア、志賀高原観光協会が称する「熊の湯」および「横手山・渋峠」の2エリアで、索道のある3つのスキー場と索道のない1つのスキー場で構成される。

熊の湯・横手山エリアは、他の2エリアとの間をスキー滑走にて往来することのできない独立した地区になっている。

木戸池スキー場(木戸池ゲレンデ)は、他のすべてのスキー場との間をスキー滑走により往来することが不可能な独立したスキー場である。

### 中央エリア
本スキー場の中央部約173haは、標高1,994mの東館山と2,125mの寺小屋峰の中腹に広がる13のスキー場で構成され、各スキー場の独自の特長が一体となり、他のスキー場にはない多様性を有している。
ファミリー向けの施設が充実し一番人気を誇る高天ヶ原・一の瀬地区の7つのスキー場、ワールドカップで使用された大回転コースなどの難関コース数多くあり、エキスパートから一目置かれるジャイアントスキー場と西館山スキー場、長野オリンピックにも使用された東館山スキー場とこれに続く幅150mを越える緩やかな斜面が続く発哺ブナ平スキー場、志賀高原スキー場の玄関口にある丸池・蓮池地区の3つのスキー場など、1日では滑り足りない程のコースバリーエーションが魅力である。本エリアのみ有効の共通リフト券も発売されている。
丸池スキー場は日本で最初にスキーリフトが架設されたスキー場であり、高天ヶ原スキー場は日本で最初に自動循環式高速リフト(デタッチャブルリフト)が架設されたスキー場である。
一の瀬ダイヤモンドスキー場と一の瀬ファミリースキー場の間には道路をまたぐ跨道橋がある。一の瀬ダイヤモンドスキー場側から通路へは登りのため、動く歩道が設置されていたが2017-2018シーズンから動く歩道に替わってペアリフトが架けられ(約100m)、リフト降車場からすぐに跨道橋に滑り込むことができるようになった。
- 営業中スキー場
  - サンバレースキー場
  - 丸池スキー場
  - 蓮池スキー場
  - ジャイアントスキー場
  - 発哺ブナ平スキー場
  - 西館山スキー場
  - 東館山スキー場
  - 寺小屋スキー場
  - 高天ヶ原マンモススキー場
  - タンネの森オコジョスキー場
  - 一の瀬ファミリースキー場
  - 一の瀬ダイヤモンドスキー場
  - 一の瀬山の神スキー場

- 休業中・廃止スキー場
  - 旭山スキー場[16]
  - 坊平スキー場[16]
  - ゴルフ場ゲレンデ 志賀高原ホテルの裏山にあるゲレンデで、索道はゴルフ場リフト(250m)1本、中級・初級コースがあった[17]。

### 奥志賀・焼額山エリア
中央エリアの北側に位置する焼額山・奥志賀高原エリアは、北海道ニセコ町に比べて寒冷でありながら標高が高いため、不純物が少ない雪（軽い雪：パウダースノー）が降雪する特徴を有している。焼額山の東側・南側斜面をふんだんに使った広々としたスキー場は、山麓から3か所から焼額山山頂付近までゴンドラリフトで到達することができ、どのコースからも眺望が素晴らしい。
両エリアには、2021年シーズンよりシーズン共通券「ヤケオクシーズンパス」を発行し、エリア内連携をするようになった。
焼額山スキー場は、要所にリフトが架かり、上級者から初級者までレベルを問わず爽快なクルージングからツリーランまで幅広く楽しめる種々のコースがある。また、小学生以下はリフト券が無料、ファミリースノーパークとアイテムが無料など、プリンスホテル系列らしい行き届いたサービスが際立つ。五輪が開催された最大斜度30度のオリンピックコースや解放感のあるジャイアントスラロームコースなど山頂を中心に左右に放射する18本のコースは自然の景観が素晴らしく、はるか北アルプスまでの眺望が可能。パウダーエリアへのニーズに対して、2022年シーズンから、非圧接・条件付き滑走エリアとして、志賀高原スキー場のなかで最も急峻な39.1°ヤケビウォールを開業し、2023年シーズンからは、幅111m・滑走距離623mという広大なツリーランエリア、ヤケビバレーを整備した。
奥志賀高原スキー場は志賀高原の最奥部に位置し、スキー場やホテルを除き商業施設は無い。閑静な古き雰囲気を残し、ゆっくり楽しむ大人のリゾートとなっている。雪質も上々で、尾根伝いに左右に別れる約3kmのダウンヒルコースとなっている。急斜面には迂回コースが設置され、いわゆるちびっこ広場があったりスキースクールがあるなど初心者でも楽しめるための気配りも忘れていない。宿泊施設は奥志賀高原ホテル・ホテルグランフェニックス奥志賀のほか小さなペンション街も存在する。スキーシーズン以外も避暑や紅葉など通年リゾートとして機能している。長らくスキーヤー専用ゲレンデだったが、2015-2016シーズンからスノーボードが解禁された。
2023年シーズンより奥志賀第6ゲレンデおよび索道の営業が休止されることから、焼額山スキー場から解禁された「スノーボード」でありながら、本エリアにはいわゆるスノーボード向けパークがなくなることとなった。
頂上部(焼額山第1ゴンドラ降り場と奥志賀高原第4ペア降り場との間)に200mほどの連絡路があるが、平坦でスキーを漕ぐ必要があることに加え、標高2000mの高地で酸素が薄いため、往来は決して楽ではない。スケーティングに向かないスノーボードの場合は、ボードを外して歩く利用者も多い。なお、奧志賀高原→焼額山方向の方がほんの少しだけ下りである。この区間に2015-2016シーズンからロープトーを設置する予定で、ゲレンデマップにもその記載があったが、2015-2016シーズン中は稼働せず、翌シーズン以降もロープトーの設置の動きはない(2021-2022シーズン現在)。
ちなみに、焼額山から奧志賀高原に滑り込むなら、ジャイアントスラロームコースから左へ分岐する奧志賀連絡コースがあり、ここを通ればスケーティングをする必要がない。
- 営業中スキー場
  - 焼額山スキー場
  - 奥志賀高原スキー場

- 休業中・廃止スキー場
  - ごりん高原スキー場[25]
  - 岩菅山スキー場[26]

### 熊の湯・横手山エリア
長野県と群馬県との境界にある本エリアは、最高地点標高2,307mの横手山から最下部笠岳までを結ぶ131haのゲレンデである。熊の湯スキー場のモーグルコースのコブ斜面、横手山スキー場の眼下に広がる大パノラマ・パウダースノー・全長約4kmにも及ぶロングコース等が好評を博している。宿泊施設の多い熊の湯スキー場は古くから温泉地としても知られる。熊の湯スキー場に隣接してかつて存在した笠岳スキー場、ならびに隔地に存在した石の湯スキー場および木戸池スキー場(木戸池ゲレンデ)の3つのスキー場は、索道が営業していた時代に志賀高原観光協会の区分けで「熊の湯」エリアに属していたことから本エリアとして扱っている。
標高が高く気温が低いため、冬季は自然の厳しさを十二分に満喫する事ができ、横手山スキー場および渋峠スキー場では、例年5月下旬まで営業している。
横手山スキー場と渋峠スキー場との間には常設の索道としては日本で最も標高の高い地点のリフトがある(期間限定の索道を含めると、スキーシーズンに限り簡易のTバーリフトを設ける千畳敷スキー場)。
熊の湯スキー場から横手山スキー場へは連絡コースで滑り込むことができる(国道292号冬季通行止め区間を滑る横手山スキー場の初心者コース(道路周りコース)に接続する)が、横手山スキー場から熊の湯スキー場への移動は、横手山スキー場のゲレンデ最下部においてスキー板を外して、国道292号(冬期にも通行止めになっていない区間)を横断して250mほど歩く必要があり楽ではない。
本エリアは、渋峠スキー場を除き長くスノーボード禁止でスキーオンリーのゲレンデとしては国内随一の規模を誇っていた。2007-2008シーズンより、山頂付近の一部と熊の湯スキー場を除きスノーボードでの滑走が可能となり、2015-2016シーズンには横手山スキー場のクイーンゲレンデを除きスノーボードが解禁された。
- 営業中のスキー場
  - 熊の湯スキー場
  - 横手山スキー場
  - 渋峠スキー場
  - 木戸池スキー場(木戸池ゲレンデ):索道なし。

- 休業中・廃止スキー場
  - 笠岳スキー場
  - 前山スキー場
  - 石の湯スキー場

### その他のスキー場
志賀高原スキー場には含まれないとする向きもあるが、志賀高原スキー場との関係が深いスキー場を次に掲げる。いずれも廃業している。
- 休業中・廃止スキー場
  - かんばやしスキー&スノーボードパーク
  - 安南平スキー場[29]

### スキーツアー
近隣スキー場へはツアースキーによるアクセスが可能である。
- 竜王ツアー(竜王越え)…焼額山山頂から竜王スキーパークに滑り込むことができる(往復可)。奥志賀高原第4リフトに入山届を提出すること。
- 野沢温泉ツアー…焼額山山頂から、竜王山、カヤの平などを経由して野沢温泉スキー場に滑り込むことができる(往路のみ)。奥志賀高原第4リフトに入山届を提出すること。志賀高原スキークラブが「志賀高原、カヤノ平、野沢温泉スキーツアー」と銘打って毎年4月10日前後[注釈 3]に専門スタッフを帯同した企画を実施している[30]。ツアーは日帰り(7時30分～16時30分)であるが、出発点の奥志賀高原スキー場および目的地の野沢温泉スキー場にて宿泊を手配することも可能である[31]。
- 万座ツアー…渋峠ベースから万座温泉スキー場に滑り込むことができる(往路のみ)。渋峠ホテルに入山届を提出すること。
- 草津ツアー…渋峠ベースから草津温泉スキー場に滑り込むことができる(往路のみ)。渋峠ホテルに入山届を提出すること。
- ヤマボクツアー…熊の湯スキー場頂部稜線からヤマボクワイルドスノーパークに滑り込むことができる(往路のみ)。熊の湯パトロールセンターに入山届を提出すること。

## リフト料金
2022-2023シーズンの志賀高原スキー場共通リフト料金(消費税及び地方消費税込み)は以下の通りである。
2022-2023シーズンから、各種リフト券のオンライン販売が開始された。
2019-2020シーズンよりリフト券購入時における保証金500円の預け入れは不要となった。
シャトルバスは2014-2015シーズン以降無料化され、リフト券を運転手に提示することなく乗降できる。
各スキー場のリフト料金は各スキー場の項目を参照のこと。
| 券種                               | 大人           | シニア・中高生 | 小人           | 備考 |
| ---------------------------------- | -------------- | -------------- | -------------- | --- |
| 1日券                              | 6,500(6,300)   | 5,600(5,450)   | 3,200(3,100)   | ゲートを通過した当日有効。 |
| 2日券                              | 12,500(12,100) | 10,800(10,500) | 6,200(6,000)   | シーズン中不連続使用が可能。 |
| 3日券                              | 18,500(17,900) | 16,000(15,550) | 9,200(8,900)   | シーズン中不連続使用が可能。 |
| 4日券                              | 24,500(23,700) | 21,200(20,600) | 12,200(11,800) | シーズン中不連続使用が可能。 |
| 5日券                              | 30,500(29,500) | 26,400(25,650) | 15,200(14,700) | シーズン中不連続使用が可能。 |
| 6日券                              | 36,500(35,300) | 31,600(30,700) | 18,200(17,600) | シーズン中不連続使用が可能。 |
| 7日券                              | 42,500(41,100) | 36,800(35,750) | 21,200(20,500) | シーズン中不連続使用が可能。 |
| 8日券                              | 48,500(46,900) | 42,000(40,800) | 24,200(23,400) | シーズン中不連続使用が可能。 |
| 9日券                              | 54,500(52,700) | 47,200(45,850) | 27,200(26,300) | シーズン中不連続使用が可能。 |
| 10日券                             | 60,500(58,500) | 52,400(50,900) | 30,200(29,200) | シーズン中不連続使用が可能。 |
| 障がい者1日券                      | 5,000          | 5,000          | 2,500          | 障がい者本人及び介護者1名の使用が可。 |
| 障がい者2日券                      | 8,600          | 8,600          | 4,300          | 障がい者本人及び介護者1名の使用が可。 |
| 障がい者3日券                      | 12,200         | 12,200         | 6,100          | 障がい者本人及び介護者1名の使用が可。 |
| 4時間券                            | 5,500          | 5,100          | 2,700          | ゲート通過から 4時間連続で利用可。 |
| ポイント券                         | 140            | 140            | 70             | 1ポイント当たりの価格。20乃至50の任意のポイントで購入可。払い戻し不可。                                                                                       |
| 初滑り・春スキー1日券              | 5,500          | 5,100          | 2,700          | 初滑り:2021年12月3日(土)-12月20日(火)※2日券の発券は12月19日まで。 春スキー:2023年4月1日(土)-5月7日(日)。 2日券は連続使用。                                    |
| 初滑り・春スキー2日券              | 10,400         | 9,200          | 5,200          | 初滑り:2021年12月3日(土)-12月20日(火)※2日券の発券は12月19日まで。 春スキー:2023年4月1日(土)-5月7日(日)。 2日券は連続使用。                                    |
| 食事券付き1日券                    | 7,200(7,000)   | 6,300(6,150)   | 3,900(3,800)   | 期間:12月21日-3月31日 一日あたり1,000円分の食事券付き。 |
| 食事券付き2日券                    | 13,900(13,500) | 12,200(11,900) | 7,600(7,400)   | 期間:12月21日-3月31日 一日あたり1,000円分の食事券付き。 |
| 食事券付き3日券                    | 20,600(20,000) | 18,100(17,650) | 11,300(11,000) | 期間:12月21日-3月31日 一日あたり1,000円分の食事券付き。 |
| 大人・小人パック1日券              | 8,800          | 8,800          | 8,800          | おとな1名、こども(小学生以下)1名のパック料金。 |
| 大人・小人パック2日券              | 17,000         | 17,000         | 17,000         | おとな1名、こども(小学生以下)1名のパック料金。 |
| 大人・小人パック3日券              | 25,200         | 25,200         | 25,200         | おとな1名、こども(小学生以下)1名のパック料金。 |
| シーズンパス                       | 83,000         | 75,600         | 41,500         | 有効期間:2022年12月1日(木)-2023年5月7日(日)。 申込期間:2022年10月5日(水)-2023年12月13日(火)                                                                   |
| 志賀高原×野沢温泉 共通シーズンパス | 89,000         | 89,000         | 89,000         | 有効期間:志賀高原－2022年12月1日(木)-2023年5月7日(日)。 有効期間:野沢温泉－2022年11月26日(土)-2023年5月7日(日)。 申込期間:2022年10月5日(水)-2023年1月17日(火) |

## 歴史
1913年(大正2年) 横浜在住のドイツ人貿易商パウル・キンメル(第一次大戦中日本に帰化し金原良次と改名し日本精工の取締役を務めた。)が上林温泉を訪れ、持参したスキーで付近の畑などを滑ったことが当地のスキーヤー第1号である。
1920年(大正9年) 「信州山ノ内スキー倶楽部」が結成された。
1921年(大正10年) 上林スキー場が開かれた。
1922年(大正11年) 信州山ノ内スキー倶楽部によりスキー大会が開催された。
1927年(昭和2年) 志賀高原の土地所有者の大半により財団法人下高井郡平穏村和合会(現:一般財団法人和合会)が設立された。長野電鉄が湯田中駅を開業するなど、一帯の開発が始まった。
1928年(昭和3年) 長野電鉄が上林遊園地付近のスロープをスキー場として整備したのが志賀高原スキー場開発の始まりである。
1929年(昭和4年) ノルウェーのヘルセット中尉一行が来訪した際、志賀高原一帯がスキー場に最適であることを認め「東洋のサンモリッツ」と称賛した。一行は上林から旧草津街道を一沼の手前まで登り、更に旭山(標高1524m)の山頂に至り、そこから上林スキー場まで滑走した。
1930年(昭和5年) 長野電鉄、和合会、平穏村長により「志賀高原」と命名され、旭山スキーコースが志賀高原スキー場として開設、開業したのにつづき、蓮池の崖コース(現:ジャイアントスキー場)が開設された。この頃、坊平、横手山および高天ヶ原にもスキー場が開設されていた
1935年(昭和10年) 妙高赤倉、菅平とともに鉄道省から日本初の「国際スキー場」に指定された。
1947年(昭和22年) 終戦処理に基づく賠償業務の一環として札幌藻岩山スキー場とともに、志賀高原丸池スキー場に進駐軍専用のスキーリフト各1基が架設され、これが日本初のスキーリフト建設となった。
1948年(昭和23年) 旭山から上林スキー場に至るレオナードコースが開設された。
1952年(昭和27年) リフトを含むスキー場施設が米軍の接収から解除され長野電鉄に払い下げられ同社の志賀高原スキー場の経営が始まった。湯田中～沓内(国道292号18号カーブ付近)間に冬期バスが運行を開始した。
1953年(昭和28年) 東京～志賀高原間のスキー直通バスの運行が開始された。
1955年(昭和30年) 湯田中～一沼間に冬期バスが運行を開始した。法坂リフト(サンバレースキー場)、木戸池リフト(木戸池ゲレンデ)が架設された。
1956年(昭和31年) 志賀山線リフト(ジャイアントスキー場)、発哺線リフト(発哺・ブナ平スキー場)が架設された。
1957年(昭和32年) 熊の湯リフト(熊の湯スキー場)が架設された。
1958年(昭和33年) 横手山リフト(横手山スキー場)、ブナ平Tバーリフトが架設された。
1959年(昭和34年) 前山リフト(前山スキー場(閉鎖))が架設された。
1960年(昭和35年) 志賀高原ロープウェイ(現在廃止)、東館山空中ケーブル(東館山スキー場)、高天ヶ原リフト(高天ヶ原マンモススキー場)が架設された。第15回国民体育大会スキー競技会が開催された(ノルディックは上林スキー場、アルペンは志賀高原)。映画『白銀城の対決』のロケ地となった。
1961年(昭和36年) 1960-1961年シーズンを以てレオナードコースを廃止。
1962年(昭和37年) 国鉄「上野駅」～長野電鉄「湯田中駅」間に急行列車「志賀」の運行が開始された。
1963年(昭和38年) 一の瀬リフト(一の瀬ダイヤモンドスキー場)が架設された。焼額山スキー場東斜面（焼額山八林班）の開発（コクド・一般財団法人共益会）への現志賀高原リゾート開発（和合会、国土進出反対期成同盟会、一の瀬旅館組合）による反対活動が開始
1964年(昭和39年) 一の瀬ファミリースキー場が開設された。また、笠越リフト(笠岳スキー場(現在廃止))が架設された。
1965年(昭和40年) 渋峠リフト(渋峠スキー場)が架設された。
1966年(昭和41年) 発哺温泉まで冬期バスの運行が開始された。また、石の湯リフト(石の湯スキー場(現在廃止))、西館山リフト(西館山スキー場)が架設された。
1969年(昭和44年) 奥志賀高原スキー場が開設された。
1970年(昭和45年) 国道292号志賀草津道路(有料)が全通した。寺小屋スキー場が開設された。
1976年(昭和51年) 東館山空中ケーブルが東館山ゴンドラリフトに架け替えられた(志賀高原スキー場最初のゴンドラリフト)。
1983年(昭和58年) 和合会との20年反対運動が条件付き終結、志賀高原焼額山スキー場（東斜面）が開設された。
1986年(昭和61年）現志賀高原リゾート開発（和合会、国土進出反対期成同盟会、一の瀬旅館組合）等が焼額山南側斜面（七林班）の開発断念、焼額山南側斜面も国土計画が開発、焼額山スキー場（南斜面）開設し現在の姿になる。
1987年(昭和62年) 長野五輪の男女滑降コースとして岩菅山西麓スキーコース新設案が公表された。ロケ地となった映画『私をスキーに連れてって』が公開された。ごりん高原スキー場が開設された。山之内町町有地の国土計画への貸付と林道焼額線の開通により一ノ瀬地区と焼額山スキー場が道路でつながる。
1989年(平成元年) FISアルペンスキーワールドカップ志賀高原大会(男女大回転、回転)が開催された。
1990年(平成2年) JOCは岩菅山西麓滑降コース(岩菅山開発)を断念することを発表した。
1991年(平成3年) 長野冬季オリンピック開催決定。
1992年(平成4年) リフト券にICチケットとオートゲートシステムが導入された。
1994年(平成6年) 石の湯スキー場が閉鎖された。
1997年(平成9年) FISスノーボードワールドカップ志賀高原大会が志賀高原焼額山スキー場で開催された(男女大回転)。
1998年(平成10年) 白馬八方尾根スキー場等とともに長野五輪のアルペン競技の主要会場（東館山スキー場・焼額山スキー場）の1つとなり、72の国と地域の選手達によって激戦が繰り広げられた。
2000年(平成12年) FISスノーボードワールドカップ志賀高原大会(男女回転、ハーフパイプ)が開催された(3日目(ハーフパイプ):渡辺6位、4日目(ハーフパイプ):吉見4位、醍醐5位、太谷6位、吉川7位)。
2001年(平成13年) FISアルペンスキーワールドカップ志賀高原大会(男子大回転、回転)が開催された。
2006年(平成18年) FISアルペンスキーワールドカップ志賀高原大会(男子回転)が開催された(1日目:佐々木2位、2日目:佐々木6位、皆川7位)。
2007年(平成19年) かんばやしスキー＆スノーボードパーク(旧:上林スキー場)、ごりん高原スキー場が閉鎖された。米国サンバレー市との姉妹提携が解消された。
2009年(平成21年) 前山スキー場、笠岳スキー場が閉鎖された。
2011年(平成23年) 志賀高原ロープウェイが廃止された。
2018年(平成30年) 白馬村(白馬八方バスターミナル)と志賀高原(蓮池)を結ぶ高速バスの試験運行開始。
2020年(令和2年) ジャイアントスキー場リフト乗車駅と志賀高原山の駅との間に志賀高原リゾートゴンドラ(固定循環式ゴンドラリフト)が架設された。
2021年(令和3年) 発哺クワッドリフトの椅子式搬器がゴンドラ搬器に付け替えられ、索道名称が「ブナ平ゴンドラ」に変更された。

## 交通アクセス

### 道路
冬季は日本最高所の国道峠である国道292号渋峠(標高2172m)は通行止となるので、群馬県草津町方面からアクセスはできない。上信越自動車道信州中野ICから志賀中野有料道路を経由して中野市から国道292号で向かうのがよい。この国道はオリンピック以降快走路となっており、途中には一風変わったループ橋がある。しかしながら湯田中辺りをすぎると峠道である事には変わりなく、事故も多い。特にいくつかあるトンネルは、途中でカーブしている事もあり、凍結による事故が非常に多い(道路に雪が無くてもトンネル内は凍結している場合も多い)ので十分な注意が必要である。

### 鉄道およびバス
- 長野電鉄湯田中駅下車、長電バスの路線バスで約30分(目的地のスキー場によって所要時間は異なる)。
- JR東日本北陸新幹線長野駅下車、長電バスの急行バスで約70分。湯田中まで鉄道を使う場合とほとんど変わらない。
- 同飯山駅下車、長電バスの急行バスで約70分。
- 首都圏ターミナル駅や関西などからスキーバスも多く運行されている。
- スキーシーズン中は、長電バスの路線バスが一部の時間帯に志賀高原エリア内においてスキーシャトルバスとして運行され、無料で乗車することができる。なお、スキーシャトルバスの運行終了時刻はリフトの運行終了時刻に近く、ぎりぎりまで滑ると乗り遅れる可能性があるため、時刻の確認が必要。スキーシャトルバス運行時間帯以外は通常の路線バスのみとなり、乗車には運賃が必要。かつては志賀高原スキー場共通リフト券（ICチケットに限る）所持者で、乗車時点で有効のものであれば、そのリフト券でスキーシャトルバスに乗車することができた。

## その他
- 志賀高原の各地にライブカメラが設置されており、志賀高原観光協会[37]のサイトから見ることが出来る。
- 志賀高原全域にごく初期から光ファイバー網が整備されている。また同時にバッファローのFREESPOTが展開され、各所で無線LAN接続の無料インターネットが利用できる。ホテル独自の接続サービスなどを含めれば、ほとんどの所で何らかのインターネット利用が出来る。
- 2014-2015シーズンからSkiline[38]によるリフト追跡システムが導入され、ICチケットによりリフト乗車記録をアプリケーションで確認できるようになったが、2017-2018シーズンから導入が廃止された。
- 天皇徳仁は皇太子のころから毎年のように志賀高原スキー場に訪問している。都度、熊の湯ホテル、丸池観光ホテル、奥志賀高原ホテルなどに滞在し、現在はホテルグランフェニックス奥志賀を利用している。